# لي هندرسون واتكينز
لي هندرسون واتكينز (بالإنجليزية: Lee Henderson Watkins)‏ هو نحال وكاتب وعالم إنسان أمريكي، ولد في 1908 في سيلما في الولايات المتحدة، وتوفي في 1972.